# NBA Live 2000
NBA Live 2000 é um jogo eletrônico parte da série de jogos NBA Live que foi desenvolvido pela EA Sports e publicado pela Electronic Arts e lançado em 28 de Outubro de 1999.